# Ягодинский, Виктор Николаевич
Виктор Николаевич Ягодинский (9 февраля 1928, Мишкино, Уральская область — 29 сентября 2017, Москва) — советский и российский учёный-эпидемиолог, разработчик космогенетической теории происхождения жизни и цикличности в биосфере, публицист. Доктор медицинских наук (1972). Капитан 3-го ранга.

## Биография
Виктор Николаевич Ягодинский родился 9 февраля 1928 года в семье учителей железнодорожных школ Николая Викторовича и Валентины Ильиничны (урожд. Туровская) Ягодинских на станции Мишкино Мишкинского сельсовета Мишкинского района Челябинского округа Уральской области РСФСР, ныне посёлок городского типа — административный центр Мишкинского муниципального округа Курганской области. Отец погиб в начале Великой Отечественной войны. Дед, Виктор Тимофеевич Ягодинский был благочинным 3-го благочинного округа Курганского уезда (жил в с. Глядянском). Дед, Илья Михайлович Туровский (1882—1950) был начальником почты, затем юрисконсультом треста «Кочкарьзолото».
Около 1932—1933 года семья жила в селе Арык-Балык, ныне Арыкбалык, ныне Северо-Казахстанская область. Около 1934 года семья переехала в рабочий посёлок Куломзинский Кировского городского округа города Омска, где его отец был директором школы № 1. В первый класс пошёл на станции Березайка Калининской (ныне Тверской) области, а к началу войны семья жила в городе Белёве Тульской области, где его отец был директором средней школы № 24 имени Ломоносова, откуда с матерью уехали с началом войны к деду И.М. Туровскому в город Пласт Челябинской области.
С 14 лет (1942 год) работал сторожем-объездчиком в золотоискательной артели города Пласт Челябинской области, на заводе имени Артёма треста «Кочкарьзолото». В 8 и 9 классах учился экстерном (два в неделю приходил в школу, получал задания, отвечал на вопросы по разным предметам) и в 1947 году окончил 10 классов школы с серебряной медалью.
В том же году поступил в Военно-морскую медицинскую академию (Ленинград), которую окончил в 1953 году. 25 лет прослужил на кораблях и в частях военно-морского флота СССР. Ещё в Академии он занялся научной работой — по изысканию противораковых антибиотиков.
За время прохождения военной службы с сентября 1953 года был начальником медицинской части эсминца «Сокрушительный», а после прохождения курсов специализации по бактериологии, вирусологии и особо опасным инфекциям переведён в сентябре 1954 года бактериологом в СЭЛ ДКБФ Балтийска (Калининградская область), участвовал в противоэпидемических мероприятиях подразделений Балтийского и Тихоокеанского флотов.
С октября 1957 года, проходя службу в городе Советская Гавань (Хабаровский край; в/ч 10436, бывш. 275 СЭЛ), принимал участие в разработке вакцины против клещевого энцефалита, испытывал действие вакцины на себе, сознательно заразив себя, подготовил и защитил в 1964 году кандидатскую диссертацию «Эпидемиологические особенности клещевого энцефалита в Северном Приморье». Одной из основных особенностей этой инфекции является периодичность её подъёмов и спадов по сезонам и годам. Зная причины такой цикличности, можно уточнить время эпидподъемов и организовать профилактику заражения людей. В ходе анализа выявил явную зависимость циклов эпидемий от солнечных ритмов, чему способствовало знакомство с Александром Леонидовичем Чижевским. С октября 1965 года служил бактериологом в Лиепае (в/ч 09765).
После увольнения в запас по выслуге лет, с июля 1969 года, работал в Институте медицинской паразитологии в Ростове-на-Дону по проблеме геморрагической лихорадки. В декабре 1970 года переехал в Москву и работал заведующим лабораторией в Санитарно-эпидемиологической службе, в октябре 1971 года возглавил лабораторию (отдел) общей эпидемиологии и АСУ в Центральном НИИ эпидемиологии, а в августе 1973 года в Главном вычислительном центре Минздрава СССР в ВНИИ соц. Гигиены и организации здравоохранения им. Семашко. С декабря 1977 года руководитель группы Республиканского вычислительного центра Министерства здравоохранения РСФСР. С октября 1979 года до августа 1981 года — старший научный сотрудник Московского НИИ эпидемиологии и микробиологии им. Г. Н. Габричевского.
На основе машинной обработки статистических, эпидемиологических данных им была подготовлена и в 1972 году защищена докторская диссертация «Цикличность эпидемического процесса», тема которой была предложена А. Л. Чижевским. В ней В. Н. Ягодинский развил основные положения работ А. Л. Чижевского и дал современные теоретические и практические обоснования прогнозов эпидемий, установил ряд принципиально новых научных положений о динамике эпидемического процесса в связи с солнечными циклами, сформулировал единую концепцию генетики ритмов биосферы в связи с влиянием Космоса, что является новым словом в науке. Это отражено в ряде научных монографий. В. Н. Ягодинский — инициатор и реальный разработчик кардинальных научных направлений: космической экологии биосферы и социальной психофизики, которые проистекают из работ А. Л. Чижевского и соответствуют современным проблемам наук о Земле и обществе.
Был лично знаком и сотрудничал с основателем гелиобиологии А. Л. Чижевским (1897—1964). Опубликованная им научная биография Чижевского во многом способствует осмыслению творчества этого выдающегося космиста и утверждению имени русского учёного в мировой науке. Редкое сочетание врача, освоившего азы космобиологии, и привлекло Чижевского к молодому и энергичному профессионалу, получившему базовое образование по эпидемиологии, микробиологии, зоологии и паразитологии.
Ягодинский выделил эпидемиологический раздел космической экологии биосферы и самостоятельную ветвь учения о циклах. Собственно, так и называется книга Ягодинского: «Учение о циклах эпидемий. Гелиоэпидемиология: стратегия и прогноз» (2006). Работа вышла под грифом Центрального института эпидемиологии Минздрава РФ с предисловием его директора, что свидетельствует о научном признании этого Учения. В первой её части нет ни одного слова о солнечной активности, как источнике цикличности эпидемий. Нет и других априорных суждений на этот счёт. Учёный впервые (с 1964 года) в медико-биологических науках проводил анализ компьютерными методами по принятым в этих случаях программам. Он показал многоритмичность эпидемического процесса и доказал зависимость многолетних ритмов от изменений выраженности его сезонных колебаний. Тем самым, автор на базе современных методов подтвердил принципиальные положения зависимости «эпидемических катастроф» от солнечной активности и перешёл к практическому использованию полученных результатов для мониторинга и прогноза.
С августа 1981 года — член профкома литераторов при издательстве «Художественная литература». В сентябре 1989 года организовал частное терапевтическое (и наркологическое) предприятие, которым руководил до октября 1998 года.
В. Н. Ягодинский предпринял колоссальные усилия по организации и проведению научных конференций и чтений памяти Чижевского, начиная от первого в истории науки совещания по солнечно-биосферным связям и заканчивая открытием Института космотворчества А. Л. Чижевского. За создание нового научного направления в медицине — «Гелиопидемиология» удостоен диплома лауреата академической премии в области науки и техники имени А. Л. Чижевского (Калуга—Обнинск, 2004).
Виктор Николаевич Ягодинский умер 29 сентября 2017 года в городе Москве. Похоронен <где?>.

## Достижения
Действительный член Академий психотеропии, творчествоведения и прогнозирования.
Член Учёного совета Объединённого научного центра проблем космического мышления Международного центра Рерихов.
Вёл большую общественную работу, до конца жизни занимался просветительской деятельностью.
Будучи членом Общества медиков-литераторов, развернул интенсивную борьбу против пьянства, курения и наркомании, опубликовав впервые в России книги по этой тематике для школьников и учителей на многих языках народов бывшего СССР и Восточной Европы.
Активный участник духовно экологического движения, автор книг по экологии, этике и этикету, а также популярных книг по охране здоровья, удостоенных ряда премий.
Патриарх космического естествознания.
В настоящее время сосредоточился на изучении космофизических факторов развития человечества, что обобщается им в концепции космического естествознания. Подготовил и издал порядка 60 книг и более 200 статей по космической экологии биосферы и социума.
Кроме того, В. Н. Ягодинский известен как популяризатор науки. Им выпущено 40 книг и брошюр общим тиражом более 5 млн экземпляров на 18 языках по проблемам науки и здоровья человека. Самые значимые из научных биографий: научная биография А. Л. Чижевского (1-е изд. 1987 г., 2-е изд. 2005 г.) и А. А. Богданова (2006).

## Награды
- Юбилейная медаль «40 лет Вооружённых Сил СССР», 1958 год
- Юбилейная медаль «50 лет Вооружённых Сил СССР», 1968 год
- Премия «Золотое перо» Союза писателей России
- Лауреат академической премии в области науки и техники имени А. Л. Чижевского, 2004 год

## Семья
Виктор Николаевич Ягодинский был женат, жена Людмила Николаевна, врач, депутат городского совета Советской Гавани (1964). Двое детей (сын Андрей (род. 1956) и дочь), есть внуки.

## Произведения
В. Н. Ягодинский опубликовал более 60 книг и брошюр, некоторые совместно с другими авторами, в том числе:
1. Дружинин И.П. и др. Космос — Земля. Прогнозы. — М.: Мысль, 1974. — 288 с. — 10 000 экз.[6]
2. Покровский В.И. и др. Беседы эпидемиологов. — М.: Знание, 1975. — 96 с. — 156 500 экз.[7]
3. Ягодинский В.Н. Космический пульс биосферы. — М.: Знание, 1975. — 144 с. — 26 000 экз.[8]
4. Васильев К.Г. и др. Аналитическая эпидемиология. — Таллин: Валгус, 1977. — 296 с. — 500 экз.[9]
5. Ягодинский В.Н. Динамика эпидемического процесса. — М.: Медицина, 1977. — 240 с. — 3000 экз.[10]
6. Ягодинский В.Н. Профилактика гриппа. — М.: Знание, 1978. — 95 с. — 254 950 экз.[11]
7. Покровский В.И., Ягодинский В.Н. Детские инфекции отступают. — М.: Знание, 1981. — 96 с. — 547 700 экз.[12]
8. Ягодинский В.Н. Космические циклы и ритмы жизни. — М.: Знание, 1981. — 64 с. — 43 900 экз.[13]
9. Ягодинский В.Н. Будущее древней науки. — М.: Знание, 1982. — 176 с. — 100 000 экз.[14]
10. Дмитриев А.А., Ягодинский В.Н. Москвичу о погоде. — Л.: Гидрометеоиздат, 1984. — 128 с. — 50 000 экз.[15]
11. Ягодинский В.Н. Пищевые отравления: первая помощь и профилактика. — М.: Знание, 1984. — 96 с. — 920 000 экз.[16]
12. Ягодинский В.Н. Ритм, ритм, ритм! : Этюды хронобиологии. — М.: Знание, 1985. — 192 с. — 200 000 экз.[17]
13. Ягодинский В.Н. Школьнику о вреде никотина и алкоголя. — М.: Просвещение, 1985. — 112 с. — 200 000 экз.[18]
14. Ягодинский В.Н. Школьнику о вреде никотина и алкоголя. — 2-е изд.. — М.: Просвещение, 1986. — 95 с. — 1 300 000 экз.[19]
15. Ягодинский В.Н. Школьнику о вреде никотина и алкоголя. — Минск: Нар. асвета, 1986. — 103 с. — 750 000 экз.[20]
16. Ягодинский В.Н. Свадьба без вина. — М.: Моск. рабочий, 1987. — 159 с. — 39 000 экз.[21]
17. Ягодинский В.Н. Александр Леонидович Чижевский. — М.: Наука, 1987. — 315 с. — 22 700 экз.[22]
18. Ягодинский В.Н., Рейнару И.К. Элементы эпидемиологического надзора. — Таллин: Валгус, 1987. — 271 с. — 700 экз.[23]
19. Ягодинский В.Н. Наш этикет. — М.: Мол. гвардия, 1988. — 235 с. — 50 000 экз. — ISBN 5-235-00592-9.[24]
20. Ягодинский В.Н. Когда исчезает мираж. — М.: Профиздат, 1988. — 239 с. — 140 000 экз. — ISBN 5-255-00067-1.[25]
21. Ягодинский В.Н. Уберечь от дурмана. — М.: Просвещение, 1989. — 95 с. — 500 000 экз. — ISBN 5-09-001432-9.[26]
22. Ягодинский В.Н. Как себя вести. — М.: Знание, 1991. — 63 с. — 66 293 экз. — ISBN 5-07-001643-1.[27]
23. Ягодинский В.Н. Через сердце мира. — 2003.
24. Ягодинский В.Н. Нами правит Космос. — М.: Рипол Классик, 2003. — 569 с. — ISBN 5-7905-1801-X.
25. Ягодинский В.Н. Александр Леонидович Чижевский. — М.: Наука, 2004. — 437 с. — ISBN 5-02-032620-8.
26. Ягодинский В.Н. Александр Леонидович Чижевский. — М.: Наука, 2004. — 437 с. — ISBN 5-02-033682-3.
27. Ягодинский В.Н. Александр Александрович Богданов (Малиновский). — М.: Наука, 2006. — 267 с. — ISBN 5-02-035351-5.
28. Ягодинский В.Н. Учение о циклах эпидемий. Гелиоэпидемиология: стратегия и прогноз. — 2006.
29. Ягодинский В.Н. Духовно-экологическая конституция человечества. Реализация научной концепции космогенеза жизни. — 2006.
30. Ягодинский В.Н. Мои Чижевские: свет угасших звёзд : (документы Архива). — М., 2007. — 136 с.
31. Ягодинский В.Н. Под взглядом вечности. — 2007.
32. Ягодинский В.Н. Солнечный завет. — 2007.
33. Ягодинский В.Н. Наследие и последователи А. А. Богданова в службе крови. — 2008.
34. Ягодинский В.Н. Беловежская пуща. — М.: Слово, 2009. — 153 с. — ISBN 978-5-9290-0261-8.
35. Ягодинский В.Н. Сталин и мы: матрица безумия. — М., 2009. — 402 с. — ISBN 5-89256-017-1.
36. Ягодинский В.Н. Чикатило по кличке Коба. — М., 2010. — 163 с. — ISBN 5-89256-017-1.
37. Ягодинский В.Н. Космология духа и циклы истории новое прочтение А. Л. Чижевского: "Физические факторы исторического процесса" (1924) ; "Эпидемические катастрофы и периодическая деятельность Солнца" (1930) ; "Земное эхо солнечных бурь" (1938 - Париж, 1973 - Москва). — М., 2010. — 315 с. — ISBN 5-7905-1801-X.
38. Ягодинский В.Н. Космология духа и циклы истории. — М.: Ин-т рус. цивилизации, 2011. — 315 с. — ISBN 978-5-902725-78-7.
39. Ягодинский В.Н. Летопись XX века: 1893—1953. Россия кровью умытая — матрица безумия. — 2011.
40. Ягодинский В.Н. Мир № 6. Оголённые провода души - пограничные состояния психики в обществе, власти, истории. — М., 2012. — 391 с. — ISBN 5-89256-017-1.

## Фильмография
- Код жизни: кровь (эфир от 29 октября 2012 г.)